# Velika loža Belgije
Velika loža Belgije (fran. Grande Loge de Belgique; nizo. Grootloge van België), skraćeno GOB, je tradicionalna slobodnozidarska velika loža u Belgiji. Osnovana je 1959. godine. Član je Alijanse masona Europe.

## Povijest
Veliki orijent Belgije osnovan je 1833. godine. Sredinom 1870-ih pridružio se Velikom orijentu Francuske i drugim kontinentalnim nadležnostima koje ne uvjetuju inicijaciju vjerovanjem u Vrhovno Biće. Zbog tog liberalnog stajališta prekinuo je odnose s Ujedinjenom velikom ložom Engleske. Tijekom 20. stoljeća političku ulogu koju je ranije imalo slobodno zidarstvo sve više preuzimaju sindikati i političke stranke, a slobodno zidarstvo se postupno vraća svojoj izvorišnoj i inicijatskoj ulozi. Nakon Drugog svjetskog rata pojavila se tendencija ponovnog uvođenja određenih simbola i obnove veza s regularnim slobodnim zidarstvom. No zbog različitih pristupa i senzibiliteta nije bilo moguće postići jedinstvo.
Dana 4. prosinca 1959. godine, Veliki orijent Belgije primio je pismo u kojem je pet loža istupilo: "Savršena inteligencija i ujedinjene zvijezde" iz Liègea, "Konstanca" iz Leuvena, "Marnix od Saint-Aldegondea" iz Antwerpena, "Tradicija i solidarnost" iz Bruxellesa te "Sjever" iz Genta. Samo dva dana kasnije, 6. prosinca, u Liègeu je osnovana Velika loža Belgije. Lože koje su se odvojile željele su tim potezom ponovno steći međunarodno priznanje kao regularna velika loža. Za prvog velikog majstora izabran je direktor učiteljske škole u Antwerpenu i biograf Willema Elsschota, Frans Smits. Ubrzo su im se pridružile i druge lože, od kojih su se neke, poput "Tihi" iz Genta i "Ujedinjeni prijatelji trgovine i upornosti" iz Antwerpena, podijelile na dvije skupine – jedna je ostala pri Velikom orijentu Belgije, a druga prešla u novoutemeljenu Veliku ložu Belgije. Slobodni zidari koji su već prije 1959. napustili Veliki orijent Belgije i pridružili se Velikoj loži Francuske, također su se priključili novoj velikoj loži.
Godine 1964. Ujedinjena velika loža Engleske priznala je Veliku ložu Belgije kao regularnu veliku ložu. Međutim, 1970-ih odnosi su se ponovno pogoršali. Ujedinjena velika loža Engleske zatražila je da Velika loža u potpunosti prekine odnose s Velikim orijentom te da simbol "Velikog arhitekta Svemira" bude izričito poistovjećen s Bogom. Većina loža i članova Velike lože Belgije to nije mogla prihvatiti, zbog čega su regularne nadležnosti ponovno uskratili priznanje. Nakon toga devet loža s 333 člana pod zaštitom Velike lože Belgije se izdvajaju te 15. lipnja 1979. godine formiraju Regularnu veliku ložu Belgije.
Godine 1988. Veliki orijent Belgije, Velika loža Belgije, Velika ženska loža Belgije i Belgijska federacija "Le Droit Humain" potpisali su sporazum o međusobnom priznanju.
Godine 2011. Velika loža Belgije je imala tri tisuće članova.

## Ustroj

### Lože
Pod okriljem Velike lože Belgije radi preko 50 loža u 22 belgijska grada.

### Uprava
Velikom ložom Belgije upravlja veliki majstor koji se bira na trogodišnje razdoblje. Dosadašnji veliki majstori su:
- Frans Smits (1959. – ?.)
- Adelin Closset
- Julien Van Driessche (1965. – 68.)
- Charles Wagemans (1968. – 1971.)
- Clément Ceuppens (1971. – 1973.)
- André Van Der Stricht (1973. – 1976.)
- Edwin Commins (1976. – 1979.)
- Herman Buskens  (1979. – ?.)
- Jacques Massagé
- Matthieu De Donder (1992. – ?.)
- Edwin Commins
- Georges Neslany
- Georges Vandeputte
- Rik Van Aerschot
- Jean Van der Avoirt
- Oscar De Wandel (oko 2017./2018.)

### Međunarodna suradnja
Velika loža Belgije je član nekoliko međunarodnih saveza:
- Alijansa masona Europe
- SIMPA

Također, Velika loža Belgije potpisala je povelje o prijateljstvu i međusobnom priznavanju s drugim velikim ložama i velikim orijentima, među kojima su: Velika loža Francuske. Također ima povelje i s liberlanim nadležnostima u Belgiji kao što su Veliki orijent Belgije i Velika ženska loža Belgije.

### Obredi
Veliki loža Belgije upravlja simboličkim stupnjevima plave lože (učenik, pomoćnik i majstor) i delegira upravljanje visokim stupnjevima na dodatna tijela i redove. Obredi koji se rade u plavoj loži su:
- Moderni (francuski) obred,
- Drevni i prihvaćeni škotski obred.

## Pridružena tijela i redovi
Upravljanje visokim stupnjevima Velika loža Belgije provodi kroz pridružena tijela i redove od kojih svaki predstavlja jedan obred a na temelju potpisanih konkordata.

## Vanjske poveznice
- Službena stranica